# 진희경
진희경(陳熙瓊, 1967년 9월 7일~)은 대한민국의 배우다.

## 생애
1989년 패션 모델로 첫 데뷔를 하였으며, 이듬해 1990년부터 광고 모델로 활동하기 시작하였으며, 1년 후 1991년 연극배우 데뷔하였으며, 이듬해 1992년 뮤지컬 배우 데뷔하였으며, 1994년 영화 《커피 카피 코피》의 주연으로 영화배우 데뷔하였다.

## 학력
- 군산영광여자고등학교 졸업
- 군산대학교 음악학과 중퇴

## 출연작

### 영화
- 1994년 《커피 카피 코피》 ... 강지수 역
- 1995년 《손톱》 ... 혜란 역
- 1996년 《은행나무 침대》 ... 미단 역
- 1997년 《홀리데이 인 서울》 ... 다리 모델 역
- 1997년 《모텔 선인장》 ... 최현주 역
- 1998년 《처녀들의 저녁식사》 ... 연 역
- 1999년 《신장개업》 ... 왕 사장 부인 역
- 2000년 《종합병원 The Movie 천일동안》 ... 이승현 역
- 2000년 《청춘》 ... 윤정혜 역
- 2000년 《자카르타》 ... 레드 역
- 2000년 《나도 아내가 있었으면 좋겠다》 ... 태란 역(특별출연)
- 2001년 《챠오》 ... 엄마 역
- 2002년 《가문의 영광》 ... 원혜숙 역
- 2004년 《고독이 몸부림칠 때》 ... 순아 역
- 2006년 《연리지》 ... 원 간호사 역
- 2011년 《써니》 ... 하춘화 역(특별출연)
- 2015년 《도리화가》 ... 행수 역(특별출연)
- 2015년 《조선마술사》 ... 대비 역
- 2025년 《하이파이브》 ... 춘화 역

### 드라마
- 1997년 MBC 청춘시트콤 《시트콤 남자 셋 여자 셋》 ... 곽진영의 누이동생(이진우의 처제) 곽희주 역(단역)
- 1998년 SBS 월화드라마 《백야 3.98》 ... 오성심 역
- 2001년 MBC 월요시트콤 《연인들》 ... 희경 역
- 2003년 MBC 수목미니시리즈 《앞집 여자》 ... 김수미 역
- 2004년 MBC 소설극장 《열정》 ... 석인희 역
- 2005년 MBC 수목미니시리즈 《슬픈 연가》 ... 혜인 이모, 이미숙 역
- 2006년 MBC 창사45주년 특별기획드라마 《주몽》 ... 여미을 역
- 2011년 KBS 2TV 월화드라마 《포세이돈》 ... 현해정 역
- 2013년 JTBC 주말드라마 《맏이》 ... 김은순 역
- 2014년 tvN 목요드라마 《잉여공주》 ... 홍명희 역
- 2014년 JTBC 금토드라마 《하녀들》 ... 한씨부인 역
- 2014년 tvN 월화드라마 《일리 있는 사랑》 ... 김준 모 역
- 2015년 tvN 금토드라마 《하트 투 하트》 ... 황문선 역
- 2015년 MBC 주말연속극 《엄마》 ... 나미 역
- 2017년 KBS 2TV 월화드라마 《쌈 마이웨이》 ... 황복희 역
- 2018년 KBS 2TV 수목드라마 《슈츠》 ... 강하연 역
- 2019년 KBS 2TV 수목드라마 《닥터 프리즈너》 ... 모이라 역
- 2020년 JTBC 월화드라마 《날씨가 좋으면 찾아가겠어요》 ... 심명주 역 (특별출연)
- 2020년 TV조선 예능드라마 《어쩌다 가족》 ... 진희경 역
- 2020년 JTBC 수목드라마 《우리, 사랑했을까》 ... 주보혜 역
- 2021년 KBS 2TV 수목드라마 《안녕? 나야!》 ... 김 작가 역 (특별출연)
- 2022년 tvN 수목드라마 《살인자의 쇼핑목록》 ... 한명숙 역
- 2023년 MBN 토일드라마 《완벽한 결혼의 정석》 ... 제이미 역
- 2023년 KBS 2TV 월화드라마 《혼례대첩》 ... 중전 역
- 2024년 MBC 금토드라마 《백설공주에게 죽음을 - Black Out》 - 최나겸의 소속사 대표 역 (특별출연)
- 2024년 쿠팡플레이 & 채널A 토일드라마 《새벽 2시의 신데렐라》 … 김선주 역

### 광고
- 1990년 대하패션 세라비센스
- 1991년 롯데네슬레코리아 네스카페카푸치노
- 1993년 한국와코루 와코루
- 1993년 LG전자 아베스트
- 1994년 한불화장품 쎄무와
- 1995년 성연엔터테인먼트 손톱
- 1995년 엘칸토 까슈
- 1995년 한국피죤 종이팩피죤 마프러스 다리오
- 1996년 대현 페페
- 1996년 우단모피
- 1997년 동신공업 이논 주방가구
- 1997년 성전모피 세리베
- 1999년 한국피앤지에프이디 팬틴프로비타민시스템
- 2000년 GS홈쇼핑 LGeshop지에스이숍
- 2000년 롯데칠성음료 레스비
- 2002년 종근당 썸머스이브
- 2003년 동아제약 판피린에프
- 2003년 한국까르푸 홈플러스
- 2004년 마리프랑스바디라인 Marie France Bodyline
- 2014년 롯데쇼핑롯데엔터테인먼트 타짜신의손

### 예능
- KBS2 《밤과 음악 사이》 ... 1994년 12월 8일 출연, 1996년 6월 5일 출연
- MBC 《목표달성! 토요일 - 스타 서바이벌 동거동락》 ... 2001년 6월 ~ 9월 출연

### 교양
- KBS1 《TV는 사랑을 싣고》 ... 1996년 11월 1일 출연
- KBS 《체험 삶의 현장》 ... 1998년 10월 12일 출연(KBS2), 2004년 5월 23일 출연(KBS1)

## 수상 및 후보
| 연도 | 시상식            | 부문                          | 작품                        | 결과 |
| ---- | ----------------- | ----------------------------- | --------------------------- | ---- |
| 1995 | 제33회 대종상     | 신인여우상                    | 손톱                        | 수상 |
| 1996 | 제34회 대종상     | 여우조연상                    | 은행나무 침대               | 후보 |
| 1996 | 제17회 청룡영화상 | 여우조연상                    | 은행나무 침대               | 후보 |
| 2001 | 제38회 대종상     | 여우조연상                    | 나도 아내가 있었으면 좋겠다 | 후보 |
| 2015 | MBC 연기대상      | 연속극부문 베스트 여자 조연상 | 엄마                        | 후보 |